# (4165) Didkovskij
(4165) Didkovskij ist ein Hauptgürtelasteroid, der am 1. April 1973 von Nikolai Stepanowitsch Tschernych vom Krim-Observatorium aus entdeckt wurde.
Der Asteroid wurde nach dem Astrophysiker und Stellvertretenden Direktor des Krim-Observatoriums, Leonid Vladimirovich Didkovskij benannt.